# Merseyrail
O Metro de Liverpool, ou no seu nome original, "Merseyrail", é um sistema de metropolitano que serve a cidade de Liverpool, Inglaterra.

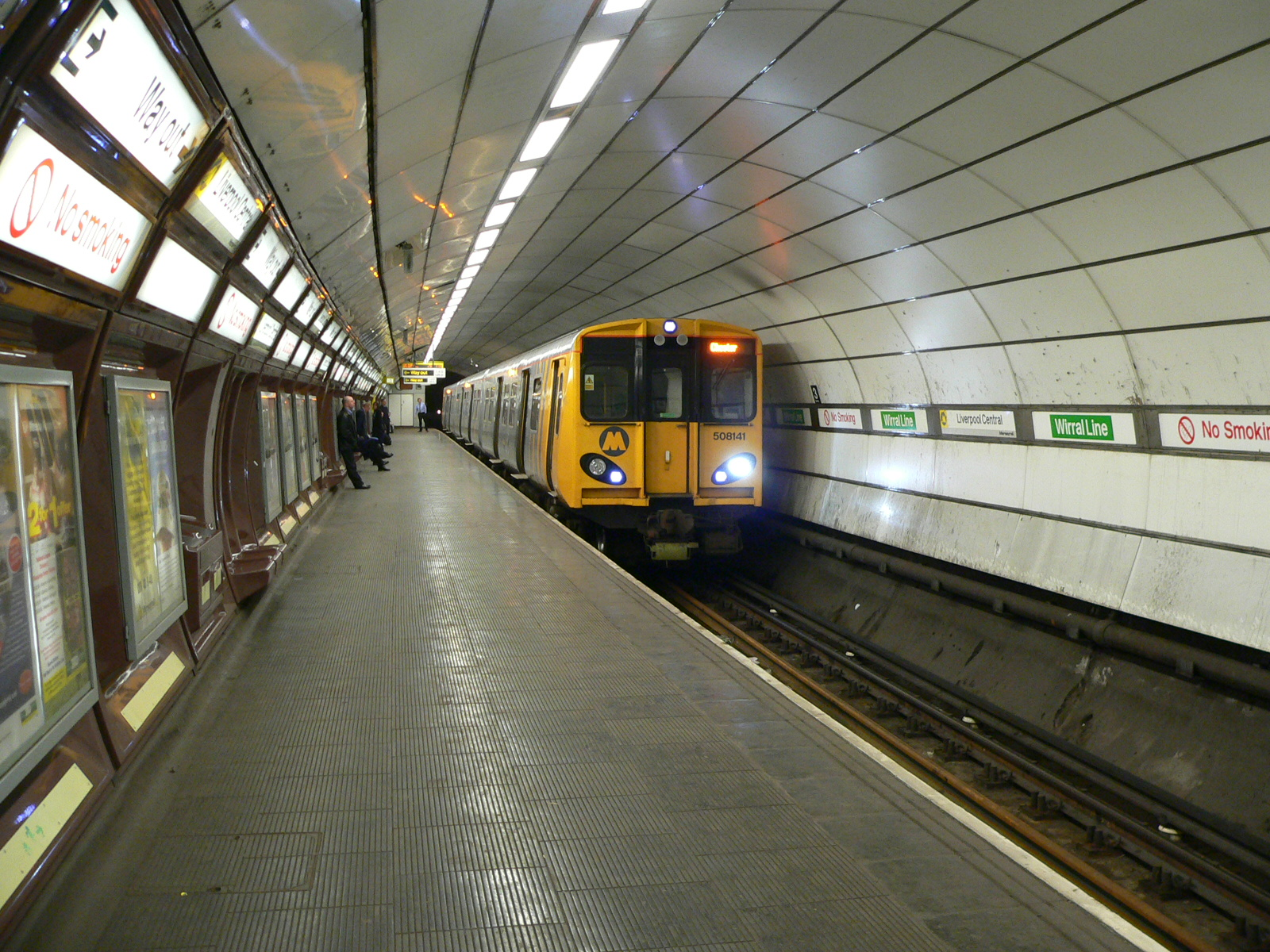
"Merseyrail"

## Material Circulante
| Modelo      | Imagem | Tipo                         | Velocidade Máxima | Velocidade Máxima | Quantidade | Nº das Unidades                                                                     | Vias Operacionadas        | Construção  |
| Modelo      | Imagem | Tipo                         | mph               | km/h              | Quantidade | Nº das Unidades                                                                     | Vias Operacionadas        | Construção  |
| ----------- | ------ | ---------------------------- | ----------------- | ----------------- | ---------- | ----------------------------------------------------------------------------------- | ------------------------- | ----------- |
| Class 507   |        | unidade múltipla electrizada | 75                | 120               | 32         | 507001-021, 023-033                                                                 | Northern Line Wirral Line | 1978 - 1979 |
| Class 508/1 |        | unidade múltipla electrizada | 75                | 120               | 27         | 508103, 104, 108, 110-112, 114, 115, 117, 120, 122-128, 130, 131, 134, 136-141, 143 | Northern Line Wirral Line | 1979 - 1980 |